# メンフィス・ベル (1990年の映画)
『メンフィス・ベル』（原題：Memphis Belle）は、1990年制作のイギリス映画。マイケル・ケイトン＝ジョーンズ監督。
第二次世界大戦中、イギリスに駐留しナチス・ドイツに対する昼間爆撃を任務としていたアメリカ陸軍航空軍第8空軍所属の爆撃機B-17F、愛称"メンフィス・ベル"の若き乗員たちを描いた作品。敵味方を問わず、空軍で戦った勇敢な若者全てに捧げられている。

## あらすじ
1943年、イギリスにあるアメリカ軍基地。メンフィス・ベルは「空飛ぶ要塞」B-17の中で24回出撃して唯一無傷の機である。25回目の任務が終われば、乗員は皆英雄として帰国出来る。そして、メンフィス・ベルの乗員に25回目の出撃命令が下る。ドイツのブレーメンにあるフォッケウルフ190戦闘機の工場を爆撃する任務である。
出撃前、アイルランド出身の無線士・ダニーがウィリアム・バトラー・イェイツの詩を朗読する。任務の序盤はP-51マスタング戦闘機の護衛を受けるが、P-51は航続距離が短いことから途中で基地に戻らねばならず、その後のB-17は自衛しつつ任務を遂行しなくてはならない。メンフィス・ベルによる任務の成功は、第8空軍の中で初めて計25回の任務を完了することになるという点で非常に重要な意味を持つ。陸軍広報担当のブルース・デリンジャー中佐は、メンフィス・ベルの名声を大量の戦時公債の販売に利用しようと考えている。
ドイツ上空で編隊が高射砲や敵機から攻撃を受け始め、友軍機が次々と墜ちていく中、メンフィス・ベルは編隊の一番機となる。最初は煙幕が標的を覆い隠しており、悩んだ末、ディアボーン操縦士（機長）は煙幕が晴れるまで危険な白昼の旋回を続けることを決意する。2回目の試みで編隊は見えるようになった標的に爆弾を投下することに成功する。帰投する編隊はドイツ軍機による執拗な攻撃を受ける。無線士のダニー・デイリー二等軍曹は重傷を負い、被弾によりエンジンの1つに火災が発生し、ディアボーン機長は急降下による消火を余儀なくされ、その過程で機は危険に曝される。重症のデイリー二等軍曹を落下傘を着けて機から落とし、ドイツの民間人に救助して貰うことに懸けることを爆撃手のヴァルが提案するが、乗員全員一緒に帰還することに決まる。
受けた損傷により、車輪に動力を供給する電気系統が破壊されたが、着陸直前に手動で車輪を出すことに成功する。基地に無事着陸後、デリンジャー中佐と地上要員は任務成功を祝うため機に駆け寄り、ディアボーン機長は乗員と共に機内にあったシャンパンのボトルを開ける。
エンドクレジットには、メンフィス・ベルが1943年5月17日に25回目の最後の任務飛行を終え、第二次世界大戦中に西ヨーロッパ上空で延べ25万機超が戦闘に従事し、20万人の航空兵が命を落とし、彼らと全ての兵士たちにこの映画が捧げられたことが示される。

## 登場人物
デニス
演 - マシュー・モディーン
操縦士。搭乗員のリーダー。飛行機の名前はガールフレンドの名にちなんだもの。真面目な性格。
ルーク
演 - テイト・ドノヴァン
副操縦士。陽気な性格。プールの監視員の仕事をしたことがある。
フィル
演 - D・B・スウィーニー
航法士。情緒不安定。生意気で協調性があまりない。
ヴァル
演 - ビリー・ゼイン
爆撃手。元医大生。
ダニー
演 - エリック・ストルツ
無線士。アイルランド系。成績優秀、卒業生総代だった。
ラスカル
演 - ショーン・アスティン
旋回銃座。ラスカルはあだ名であり名前はリチャード。19歳。身長162cm。体重54kg。女性にモテる(ただし自称)。
クレイ
演 - ハリー・コニック・ジュニア
後尾銃座。農家の息子。父親が博打で破産した。
バージ
演 - リード・ダイアモンド
機関士兼上部銃座。あだ名はバーグ。6人兄弟の末っ子。入隊前はファミリーレストランの従業員。
ユージーン
演 - コートニー・ゲインズ
側面銃座。宗教的な若者。クリーブランド出身。19歳。神経質でいつも病気や怪我をしている。なぜ、メンバーに入れたのか謎に思われている。
ジャック
演 - ニール・ジントリ
側面銃座。シカゴ出身。乱暴者。少年時代は少年院を渡り歩いた。
クレイグ・ハリマン
演 - デヴィッド・ストラザーン
大佐。中間管理職のような立場の悪さに辟易している。
ブルース・デリンジャー
演 - ジョン・リスゴー
中佐。悪い人間ではないが少々、皮肉屋。

## スタッフ
- 監督：マイケル・ケイトン＝ジョーンズ
- 制作：デヴィッド・パットナム、キャサリン・ワイラー
- 脚本：モンテ・メリック
- 撮影：デヴィッド・ワトキン
- 音楽：ジョージ・フェントン
- 編集：ジム・クラーク

※プロデューサーのキャサリン・ワイラーは、同じくメンフィス・ベルをテーマとした1944年のドキュメンタリー映画の監督ウィリアム・ワイラーの娘である。

## キャスト
| 役名                             | 俳優                       | 日本語吹替 | 日本語吹替 | 日本語吹替 |
| 役名                             | 俳優                       | VHS版      | WOWOW版    |            |
| -------------------------------- | -------------------------- | ---------- | ---------- | ---------- |
| 操縦士・デニス大尉               | マシュー・モディーン       | 山寺宏一   | 大塚芳忠   |            |
| 副操縦士・ルーク中尉             | テイト・ドノヴァン         | 堀内賢雄   | 喜多川拓郎 |            |
| 航法士・フィル中尉               | D・B・スウィーニー         | 竹村拓     | 古田信幸   |            |
| 爆撃手・ヴァル中尉               | ビリー・ゼイン             | 堀之紀     | 荒川太朗   |            |
| 無線士・ダニー二等軍曹           | エリック・ストルツ         | 関俊彦     | 堀内賢雄   |            |
| 旋回銃座・ラスカル二等軍曹       | ショーン・アスティン       | 古谷徹     | 中原茂     |            |
| 後尾銃座・クレイ二等軍曹         | ハリー・コニック・ジュニア | 藤原啓治   | 二又一成   |            |
| 機関士兼上部銃座・バージ二等軍曹 | リード・ダイアモンド       | 水島裕允   |            |            |
| 側面銃座・ユージーン二等軍曹     | コートニー・ゲインズ       | 柴本浩行   |            |            |
| 側面銃座・ジャック三等軍曹       | ニール・ジントリ           | 長島雄一   |            |            |
| クレイグ・ハリマン大佐           | デヴィッド・ストラザーン   | 小川真司   |            |            |
| ブルース・デリンジャー大佐       | ジョン・リスゴー           | 富田耕生   | 秋元羊介   |            |

## 飛行機について

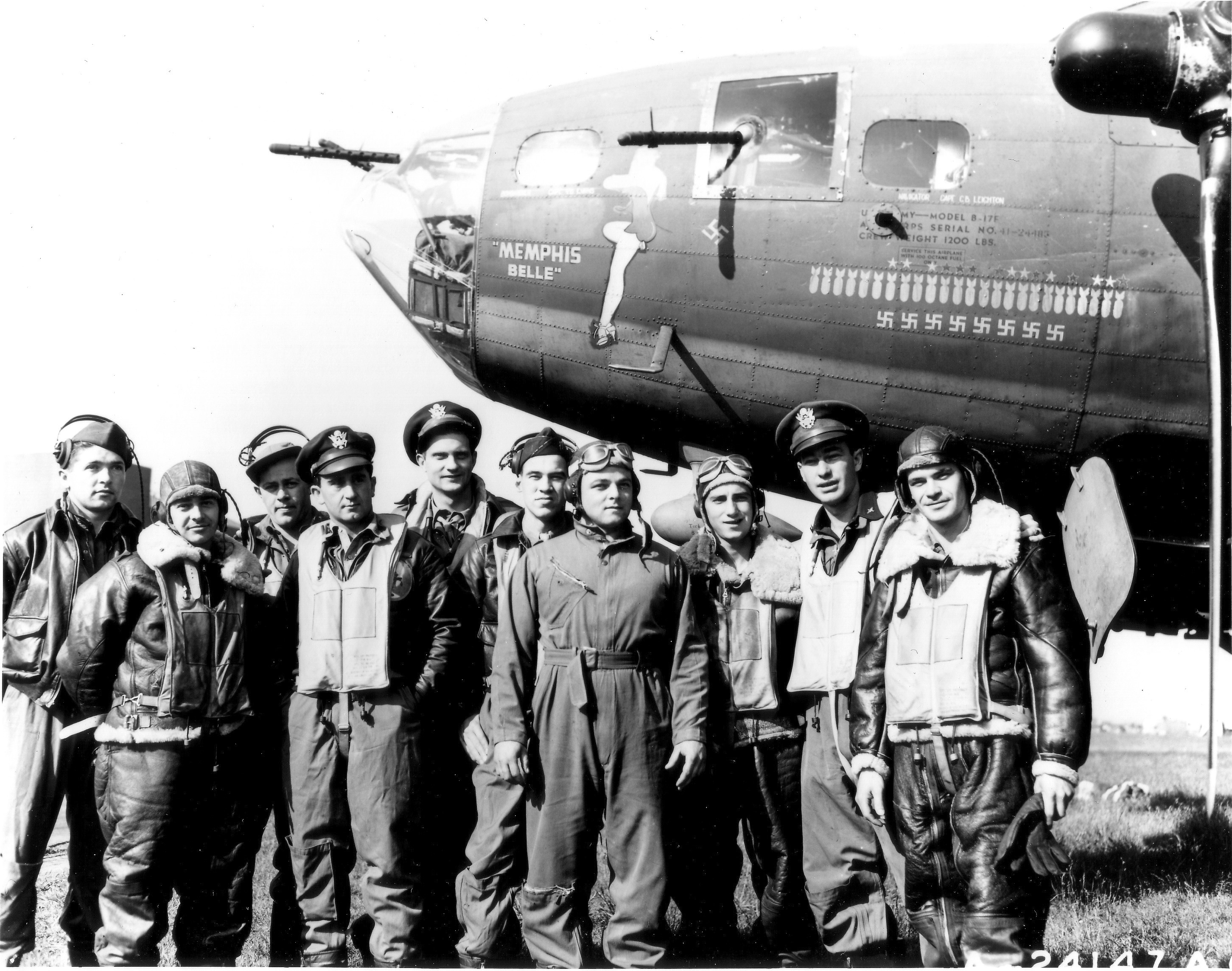
B-17F 41-24485号機 メンフィス・ベルと乗組員

本映画でメンフィス・ベルとして使用されたB-17は、イギリスのダックスフォード帝国戦争博物館に展示されているB-17G「サリーB」であった。
そのため、本来のB-17F型（上記写真参考）には装備されない機首下部の機銃座を取り外して撮影している。撮影にはほかに2機のB-17Gが使用された。

## その他
- 石田達郎は、1971年の映画『小さな恋のメロディ』の大ファンだったことから、同作のプロデューサーであるデヴィッド・パットナムと親交を持っていた。1990年7月19日に石田が亡くなった際、パットナムは最後に「亡き石田達郎氏に捧ぐ」とクレジットした[3]。